# Neotroponiscus lobatus
Neotroponiscus lobatus är en kräftdjursart som beskrevs av Lemos de Castro1970. Neotroponiscus lobatus ingår i släktet Neotroponiscus och familjen Bathytropidae. Inga underarter finns listade i Catalogue of Life.